# James Zabiela
James Zabiela (n. Southampton, Reino Unido, 7 de agosto de 1979) en un DJ y productor musical británico.

## Biografía
James fue introducido al mundo del acid house por su padre, quien trabajaba en un local de venta de discos y regresaba a casa armado de house primitivo y techno. A los 15 años, ya realizaba sus primeras mezclas en la escuela. Al año siguiente comenzó a ganar experiencia al entrar a trabajar al mismo local de discos en que había trabajado su padre. James fue presentado a varios promotores mientras tocaba en clubes locales incluido Menage a Trois y fue llevado por Paul Oakenfold en tres ocasiones al cavernoso Club Ikon en Southampton. El gran salto lo consiguió cuando participó de la prestigiosa competición Bedroom Bedlam de Muzik Magazines en 2001 y ganó. Luego de ganar la competencia, Sasha lo convocó para Excession, su agencia. A partir de ese momento Zabiela fue residente de los mejores clubes, editó compilados para los sellos Hooj Choons y Groovetech y produjo diferentes trabajos para Bedrock.

## Estilo musical
En sus primeros años de su estilo era una fusión de breakbeat y house music, más recientemente, sin embargo, se le considera como un DJ Tech House, aunque el uso de la música breakbeat sigue siendo clave para las partes más llamativas de sus sets.
James es conocido por sus habilidades con el turntablism, el amplio uso de loops y efectos, y la utilización de las bandejas Pioneer CDJ-2000, EFX1000 así como el uso del Ableton Live con varios controladores y, a veces, incluso su iPad.
Zabiela también ha probado las nuevas Pioneer DJM800, CDJ1000MK3 y el 1000 EFX en la Musikmesse 2006 de Frankfurt. James también ayudó a Pioneer Corporation a desarrollar la línea superior de las bandejas CDJ-2000 y CDJ-900.

## Discografía

### Sencillos originales
- 2005 "Skanksuary"
- 2005 "Robophobia"
- 2005 "EyeAMComputer"
- 2005 "We Make Contact" (como The Flying Doctors)
- 2006 "Weird Science"
- 2007 "No Pressure / Rover" (como One + One, con Nic Fanciulli)
- 2007 "Human" (Original Mix)
- 2008 "Human" (Intro Mix)
- 2008 "No Other Way But Down"
- 2008 "Perseverance"
- 2008 "Phaser Fire"
- 2009 "Tylium"
- 2010 "Burnt Bridges"
- 2011 "Blame"
- 2011 "Darkness by Design"

### Remixes
- 2002 Röyksopp - "Remind Me" (Zabiela's Ingeborg Mix)
- 2002 Pole Folder & CP - "Dust" (Zabiela's Dakota Bar Slam)
- 2002 Boomclick - "Homegrown" (Zabiela Remix)
- 2003 Dave Brennan - "Drink Deep" (Zabiela's Vox Version)
- 2003 Edward Shearmur - "Taxi Ride"
- 2004 Ficta - "Eli" (Zabiela's Rave Lizard Mix)
- 2004 Ficta - "Eli" (Zabiela's Rave Lizard Reprise)
- 2004 Luke Vibert - 'Ambalek' (Zabiela's Delboy Edit)
- 2005 Sasha  & Mike Koglin - 'Enjoy The Gravy' (James Zabiela's Totally Turntabled Mix)
- 2006 Charlie May vs. Sasha - "Seal Clubbing" (James Zabiela Seal Squeal Remix)
- 2008 Spooky - "Candy" (James Zabiela Remix)
- 2008 Ladytron - "Runaway" (James Zabiela's Red Eye Remix)
- 2008 Radiohead - "Reckoner" (James Zabiela's Remix)
- 2009 Orbital - "Impact" (James Zabiela Scorched Earth Remix)
- 2009 Rennie Foster - "Devil's Water" (James Zabiela's "More Umph" Edit)
- 2012 Hot Chip - "How Do You Do?" (James Zabiela remix)

### Discos de mezclas
- 2002: FOUR
- 2002: Reason Mix
- 2002: GTDJ001
- 2003: Sound In Motion
- 2004: ALiVE
- 2005: Utilities
- 2005: FOUR-2
- 2005: DJ Face-Off Meat Katie vs. James Zabiela
- 2006: FOUR-3
- 2006: The Appliance of Science
- 2007: James Zabiela and Nic Fanciulli present One+One
- 2007: FOUR-4
- 2009: Renaissance: The Masters Series Part 12
- 2010: Renaissance: The Masters Series 'Life'
- 2010: Mixmag- Destination: Future